# エルッキ・アールトネン
エルッキ・アールトネン（フィンランド語: Erkki Aaltonen、1910年8月17日 - 1990年3月8日）は、フィンランドの作曲家、ヴィオラ奏者、指揮者。

## 経歴
ジャン・シベリウスと同郷のハメーンリンナに生まれ、シベリウス音楽院でヴァイオリンと指揮を学ぶ。ヴァイノ・ライティオとセリム・パルムグレンに作曲を師事した。ヘルシンキ・フィルハーモニー管弦楽団でヴィオラ奏者を務めながら、作曲家、指揮者としても活躍した。
代表作である交響曲第2番「ヒロシマ」は、広島市への原子爆弾投下からわずか4年後の1949年11月4日にヘルシンキのヘルシンキ大学ホールで、作曲者の指揮、ヘルシンキ・フィルハーモニー管弦楽団の演奏により初演された。1955年8月15日には広島市の広島市公会堂で、朝比奈隆の指揮、関西交響楽団の演奏で日本初演が行われている。

## 主な作品
アールトネンは交響曲や協奏曲などの管弦楽作品、ピアノ曲、歌曲、合唱曲、映画音楽などを作曲しているが、今日では音源も楽譜もほとんど出版されていない。
- 弦楽四重奏曲第1番〜第5番（1934〜1938年）
- 交響曲第1番（1938/1947年）
- ヴァイオリンとピアノのためのプレリュードとアレグロ（1940年）
- オーボエとピアノのための大ソナタ（1944年）
- ピアノ協奏曲第1番（1946年）
- 交響曲第2番「ヒロシマ」（1949年）
- 組曲「ハメーンリンナ」（1951年）
- 交響曲第3番（1953年）
- ピアノ協奏曲第2番（1954年）
- ラジオ放送劇「マクベス」付随音楽（1955年）
- 映画「荒野の靴屋」（1957年）
- バレエ「キモの逆襲」のための7つの音楽（1958年）
- 交響曲第4番（1959年）
- バレエ音楽「荒野の靴屋」（1963年）
- 交響曲第5番（1964年）
- ヴァイオリン協奏曲（1966年）

他に、歌曲、合唱曲、ピアノ小品などがある。